# Didier Zokora
Alain Didier Zokora-Déguy (Abidjã, 14 de dezembro de 1980) é um ex-futebolista marfinense que atuava como volante.
É o recordista de partidas da Seleção Marfinense, com 121 jogos disputados entre 2000 e 2014.

## Carreira
Revelado pelo ASEC Mimosas, da Costa do Marfim, em 2000 foi contratado pelo Genk, da Bélgica. Permaneceu no clube até julho de 2004, quando migrou para o Saint-Étienne, da França. Lá ganhou destaque e foi contratado pelo Tottenham em julho de 2006.

### Seleção Nacional
Jogador com maior número de partidas na história da Seleção Marfinense, Zokora esteve presente em três edições da Copa do Mundo FIFA: em 2006, na Alemanha, em 2010, na África do Sul, e em 2014, no Brasil. No total pelos Elefantes, o volante atuou em 121 partidas e marcou apenas um gol: no dia 22 de junho de 2008, na goleada por 4 a 0 contra a Botsuana, em partida válida pelas Eliminatórias da Copa do Mundo FIFA de 2010.

## Títulos
ASEC Mimosas
- Supercopa da CAF: 1999

Genk
- Jupiler Pro League: 2001–02

Tottenham
- Copa da Liga Inglesa: 2007–08

Sevilla
- Copa do Rei: 2009–10